# Pedro Perlaza
Pedro Pablo Perlaza Caicedo (ur. 3 lutego 1991 w Esmeraldas) – ekwadorski piłkarz występujący na pozycji prawego obrońcy, reprezentant Ekwadoru, od 2023 roku zawodnik Barcelony SC.